# Fernando da Piedade Dias dos Santos
Fernando da Piedade Dias dos Santos, angolski politik, * 5. marec 1950.
Bil je minister za notranje zadeve Angole (2002-08), predsednik vlade Angole (2002-08), predsednik Državnega zbora Angole (2008-10), podpredsednik Angole (2010-).